# Kurt Hamrin
Pour les articles homonymes, voir Hamrin.
Kurt Roland Hamrin, né le 19 novembre 1934 à Stockholm (Suède) et mort le 4 février 2024, est un footballeur international suédois qui joue au poste d'attaquant.
Il aura été l'ultime survivant des joueurs ayant participé à la finale Suède-Brésil de 1958.
Il joue ailier droit principalement pour la Fiorentina et le Milan AC. Il fait partie de l'équipe de Suède qui dispute la finale de la coupe du monde de football de 1958. Il est au moment de sa mort le sixième meilleur buteur de tous les temps du championnat d'Italie.

## Biographie

### Joueur

#### En club
Natif de la capitale suédoise, Hamrin est le cinquième fils d'un peintre, Karl. Adolescent, il travaille tout d'abord comme apprenti ouvrier puis comme zincographe (lithographie sur zinc) pour le journal suédois Dagens Nyheter. En 1953, à 19 ans, il rencontre Marianne (d'un an sa cadette) qu'il épouse 2 ans plus tard (célébrant donc leurs noces d'or en 2005). Le couple a 5 enfants : Susanna, Carlotta, Piero, Riccardo et Erika.
Il a marqué 54 buts en 62 matchs pour AIK Solna.
Après sa retraite, Hamrin devient commerçant, important et exportant entre la Suède et l'Italie des objets en céramique, avant de fermer boutique à cause de la compétition avec les produits chinois.
Hamrin a fait ses débuts dans le championnat d'Italie en septembre 1956 avec la Juve (il est le premier joueur suédois de l'histoire du club de Turin). Hamrin dispute le 1er match bianconero le 16 septembre 1956 lors d'un succès à l'extérieur 3-0 contre la Lazio (rencontre au cours de laquelle il inscrit un doublé). Il a joué 23 matchs avec la Juve, puis 30 matchs avec Padoue et 20 buts marqués, ce qui a permis à Padoue de terminer 3e du « calcio » en 1958.
Il a fait l’essentiel de sa carrière avec la Fiorentina, jouant 289 matchs de Série A et marquant 150 buts. Il a remporté 2 coupes d'Italie et la Coupe d'Europe des vainqueurs de coupes.
Avec le Milan AC il a remporté un « scudetto » (championnat d'Italie), une Coupe d'Europe des clubs champions et une Coupe d'Europe des vainqueurs de coupes.
En Italie, il était surnommé « Faina », « Bimbo » ou encore « l’uccellino » (le petit oiseau). Au total avec 190 buts marqués, il est le 6e meilleur buteur de tous les temps du calcio sans jamais avoir terminé meilleur buteur d'une saison de championnat.

#### En équipe nationale
Il a participé à la phase finale de la coupe du monde de football de 1958 et a disputé, et perdu, la finale contre l'équipe du Brésil de Pelé. Auparavant il avait été particulièrement brillant en quart de finale contre l’URSS et en demi-finale contre l'équipe d'Allemagne. Lors de cette coupe du Monde, il marque quatre buts avec un doublé contre la Hongrie en phase de poules (victoire 2-1), puis il ouvre le score contre l'URSS en quart de finale (victoire 2-0) et marque contre l'Allemagne de l'Ouest en demi-finale (victoire 3-1).
Entre 1953 et 1965, Hamrin a eu 32 capes et a marqué 17 buts.

### Entraîneur
Hamrin eut, après sa carrière de joueur, une brève parenthèse en tant qu'entraîneur avec le club de Pro Vercelli, entre nov. 1971 et jan. 1972. Il fut ensuite licencié pour cause de mauvais résultats. Après cette expérience, il décide de ne pas poursuivre une carrière d'entraîneur.
Après le licenciement de la part de son club du Pro Vercelli, Hamrin retourne en Suède pour raisons d'affaires (il y gérait quelques magasins et devait s'occuper de faire de la publicité), et fut approché par le président du club de l'IFK Stockholm qui lui proposa de jouer pour le club (l'accord prévoyait comme rémunération un pourcentage sur les recettes des matchs auxquels il participait). Il y marque en tout 5 buts en 10 matchs.
Il vivait dans le quartier de Coverciano à Florence, où il enseignait le football à des enfants de l'équipe locale.

## Palmarès

### En club
| AIK - Championnat de Suède : - Meilleur buteur : 1954-55 (22 buts). |  | Fiorentina - Coupe des coupes (1) : - Vainqueur : 1960-61. - Meilleur buteur : 1960-61 (6 buts). - Coupe d'Italie : - Meilleur buteur : 1963-64 (4 buts) et 1965-66 (5 buts). - Coupe Mitropa (1) : - Vainqueur : 1966. |  | Milan AC - Championnat d'Italie (1) : - Champion : 1967-68. - Coupe des clubs champions (1) : - Vainqueur : 1968-69. - Coupe d'Italie (2) : - Champion : 1960-61 et 1965-66. - Coupe des coupes (1) : - Vainqueur : 1967-68. |

### En équipe nationale
Suède
- Coupe du monde :
  - Finaliste : 1958.